# The Jewish Week
The Jewish Week és un periòdic setmanal que serveix a la comunitat jueva de l'àrea metropolitana de la ciutat de Nova York The Jewish Week cobreix notícies relacionades amb la comunitat jueva a la ciutat de Nova York. El març de 2016, The Jewish Week va anunciar la seva associació amb el diari en línia The Times of Israel. El seu editor des de 1993 és Gary Rosenblatt.

## Premis
In 2016, The Jewish Week es va convertir en un dels finalistes per als premis en dues categories Arxivat 2017-01-30 a Wayback Machine. del Deadline Club, el capítol de Nova York de la Societat de Periodistes Professionals, per la seva sèrie sobre la batalla per millorar l'educació laica a les escoles hassídiques. La sèrie es va dur a terme en col·laboració amb WNYC.
En 2000 Rosenblatt i el diari va guanyar la medalla Casey per Periodisme Meritori del Centre de Periodisme sobre els Nens i les Famílies per la història "Stolen Innocence", un informe d'investigació que va destapar les acusacions de dècades d'abús infantil per part d'un líder del moviment juvenil i director d'escola, Baruch Lanner. La història va ser criticada per alguns a la comunitat ortodoxa per ser "rumors maliciosos".